# Fokker D.VII
Le Fokker D.VII était un avion de chasse biplan allemand de la Première Guerre mondiale. Il est considéré comme le meilleur chasseur germanique de cette guerre, avec le Junkers J 9 / D1 déployé en très petit nombre sur le front avant l'armistice.

## Historique
Fin 1917 les armées de l'air alliées avaient la maîtrise du ciel sur le front de l'ouest, grâce à leurs nouveaux chasseurs SPAD S.VII, Sopwith Camel et autres S.E.5 et S.E.5a... 
Le gouvernement allemand fit alors un appel d'offres pour un avion de chasse monoplace amélioré. En janvier 1918 une démonstration à laquelle participèrent 31 nouveaux appareils eut lieu à Berlin-Adlershof. Fokker aligna le prototype V11 à moteur Mercedes de 160 cv (il devint le Fokker D.VII) et le prototype V22 à moteur BMW IIIa de 185 cv (il devint le Fokker D.VIIF), qui furent tous deux retenus et apparurent sur le front respectivement en avril et mai 1918.
Les plans avaient été réalisés par Reinhold Platz, le responsable du bureau d'études des usines Fokker. 
Les ateliers Fokker fabriquèrent 877 de ces appareils, la firme Albatros fut mise aussi à contribution pour la production, et en sortit 1 749 de ses ateliers de Berlin-Johannisthal et Schneidemühl.

## Conception
Cet appareil était construit de manière conventionnelle : biplan haubané ; train de roues rigide; moteur refroidi par eau équipé de deux mitrailleuses... 
Mais sous l'habillage en tissu se trouvait une structure légère en acier rigide, solidement soudée. Cela lui permettait d'effectuer des manœuvres très délicates sans dommages. Il fut équipé d'un moteur Mercedes DIII de 160 cv ou d'un moteur d'altitude BMW IIIa de 185 cv. Les appareils équipés de ce dernier reçurent la dénomination Fokker D.VIIF. L'inconvénient du moteur BMW était qu'on ne pouvait l'utiliser à pleine puissance qu'à partir d'une altitude de 3 200 m, mais il permettait alors de voler légèrement plus vite qu'avec le moteur Mercedes (200 km/h au lieu de 187 km/h).

## Engagement
En avril 1918 les premiers D.VII firent leur apparition sur le front de l'ouest, au sein du Jagdgeschwader Nr 1 de Manfred von Richthofen, où ils firent tout de suite leurs preuves : en plus d'une excellente maniabilité, les excellentes performances ascensionnelles du D.VII lui permettaient d'attaquer ses adversaires par le dessous, même à haute altitude. 
Mais au cours de l'année 1917 les Alliés s'équipèrent de nouveaux appareils plus puissants, ce qui relativisa la suprématie du D.VII (notamment le SPAD S.XIII français, qui avait des performances supérieures). 
Le Fokker D.VII fut cependant le seul avion à être mentionné non dans le traité de Versailles, comme le dit la légende, mais à l'article A.IV de l'Armistice de 1918 signée le 11 novembre 1918 à Rethondes. Celui-ci imposait que tous les appareils de ce type étaient à remettre aux Alliés, preuve de l'intérêt que ceux-ci lui portaient.

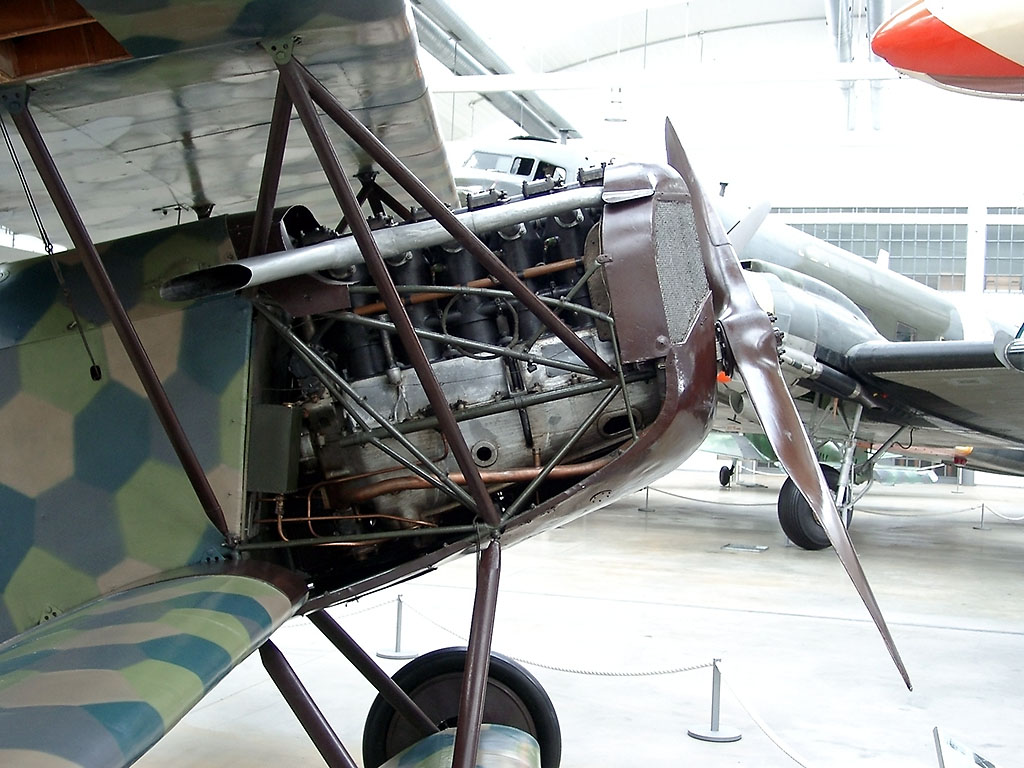
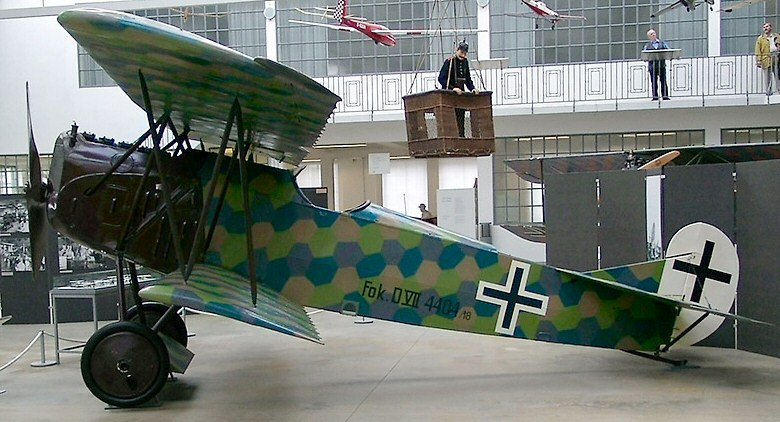
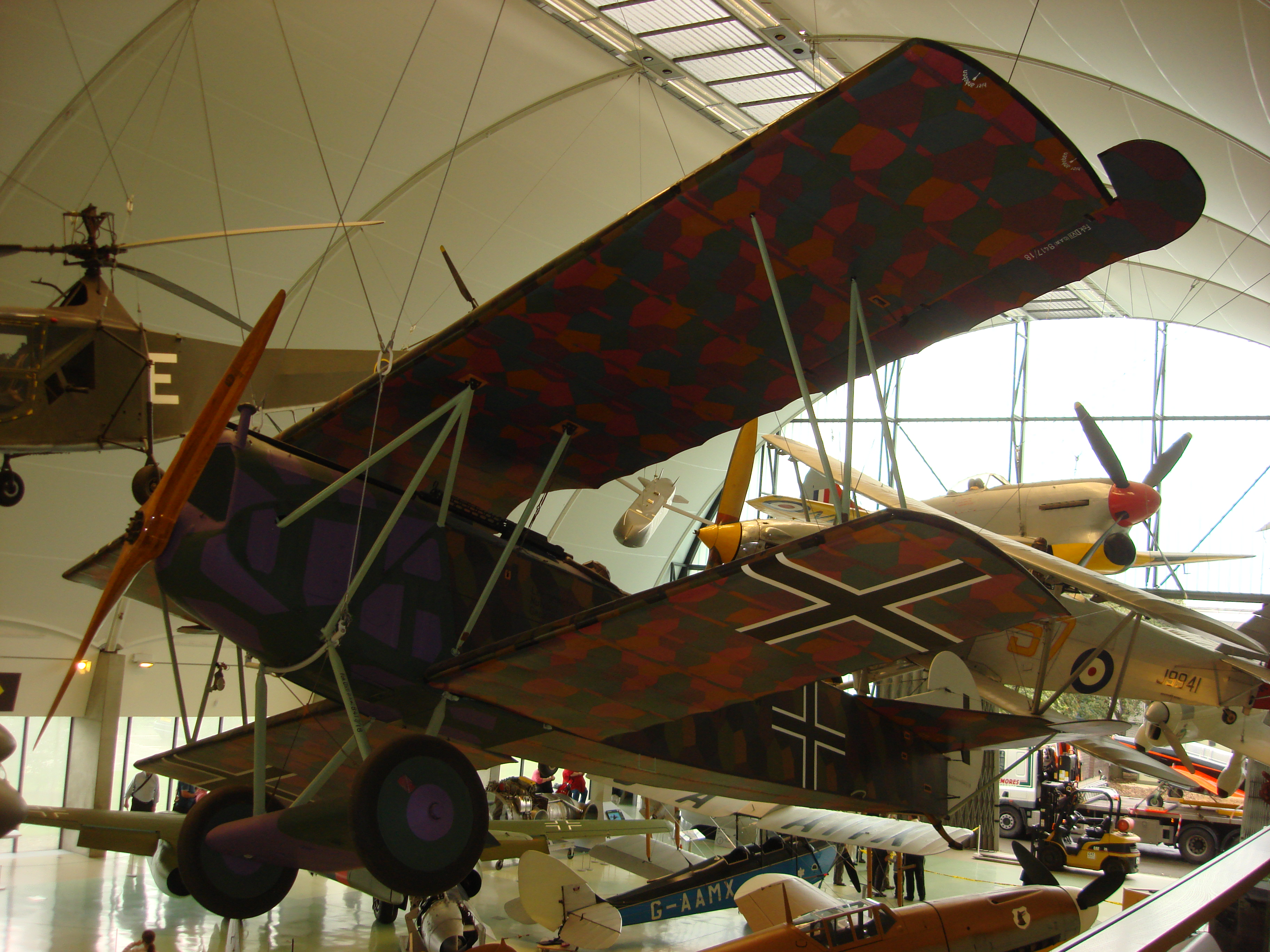
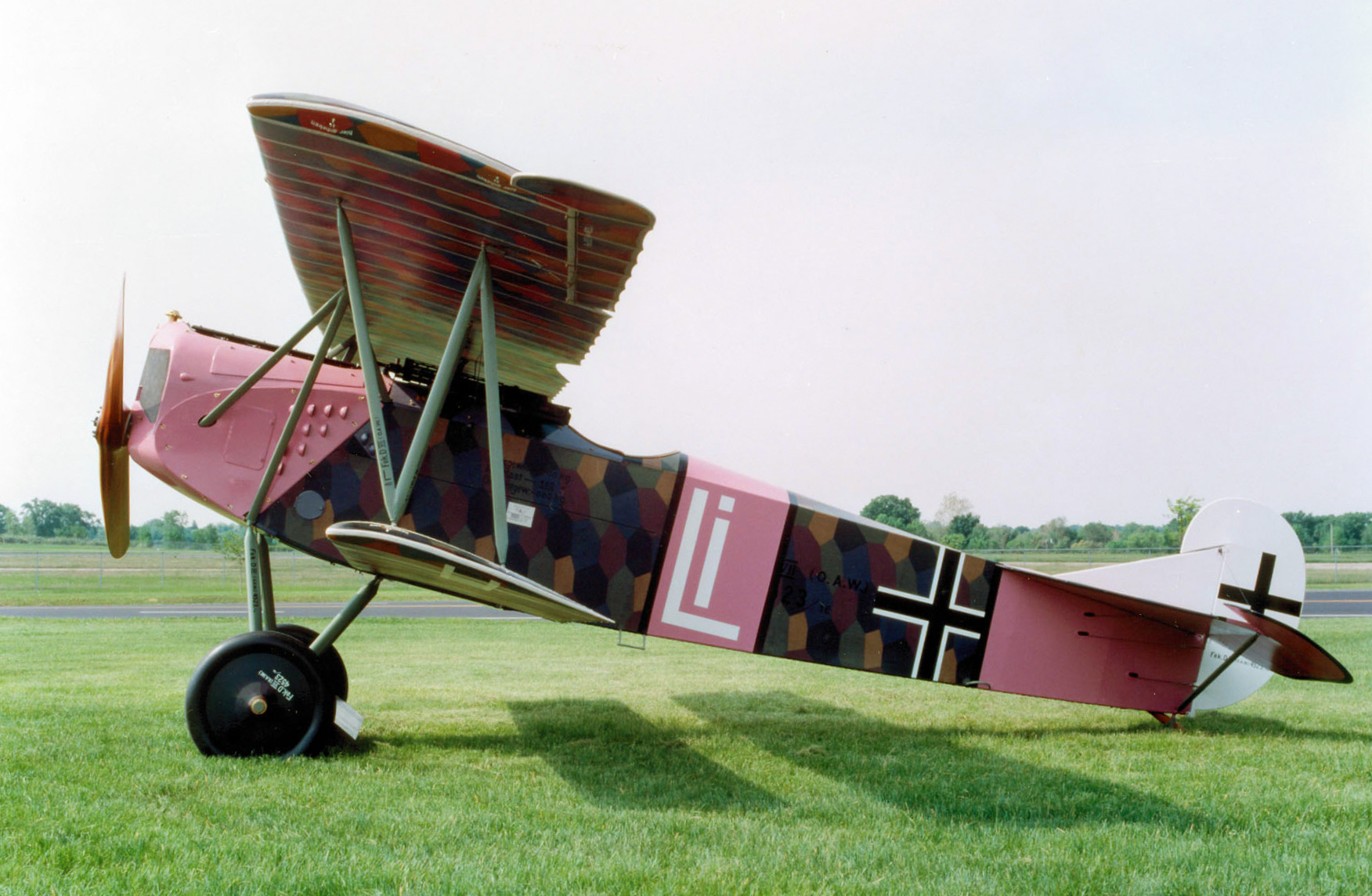

## Après guerre
Après la guerre 98 Fokker D.VII passèrent clandestinement aux Pays-Bas qui en utilisa 48 pour ses forces armées jusqu'en 1931, les 50 restant étant vendus à l'URSS qui les utilisa jusqu'en 1933. La Belgique, la Lituanie, la Pologne, la Suisse, la Tchécoslovaquie, la Hongrie en utilisèrent pour leurs forces aériennes, soit récupérés en Allemagne après la capitulation, soit achetés à Fokker qui en continuait la production aux Pays-Bas. Les États-Unis en utilisèrent 142 récupérés en Allemagne.

### Suisse
La Suisse achète en 1920 deux avions désarmés à des privés pour des tests. Les tests sont si probants que les avions sont réarmés et utilisés par les troupes d'aviation.
Pour diminuer les risques pour le pilote d'un incendie à la suite de la perforation des réservoirs de fuselage les avions sont modifiés avec des réservoirs dans le carénage du train d'atterrissage permettant de voler avec les réservoirs de fuselage vide. Pour assurer l'alimentation les réservoirs sont pressurisés par le pilote actionnant une pompe à air.
L'avion N° 608 est détruit en 1929 lors d'un atterrissage forcé et le 609 est réformé en 1938.
Un autre avion désarmé est acheté à titre privé par Carl Högger aux liquidations de matériel de guerre à Berlin. Les douaniers allemands ne sachant pas comment traiter l'exportation d'un avion privé il décolle clandestinement du hangar vide des Zeppelin de Friedrichsafen où devaient se faire les formalités de douane et franchit la frontière. Il utilise cet avion avec son ami Alfred Comte jusqu'en 1926, principalement pour des vols de propagande en faveur de l'aviation militaire. L'avion passe ensuite à l'aviation militaire où il est utilisé pour l'entrainement. En décembre 1936 l'avion est offert au musée de l'aviation à Berlin. C'est Ernst Udet qui assure le transfert en vol le 31 décembre 1936 d'un avion ré-immatriculé D-EIRA.
Huit D-VII et deux D-VII F sont achetés par la confédération en 1921. Remis à neuf par les ateliers fédéraux de construction de Thoune ces dix avions serviront jusqu'à leur réforme en 1938. Le N° 615 est modifié en cours de remise à neuf et devient le D.VII S. Le D-VII S est muni d'un moteur Hispano-Suiza de 300 cv qui, s'il améliore les performances dégrade les qualités de vol et empêche la synchronisation des mitrailleuses avec l'hélice faute de mécanisme existant. L'avion est remis au standard en 1932.
Les VII-F se distinguent par des moteurs BMW IIIa de 185 cv plus puissants et plus fiables. Ils sont aussi réformés en 1938.
En 1925 le chantier d'aviation Alfred Comte achète six nouveaux avions par l'intermédiaire de la commission de contrôle alliée. Remis à neuf par la société ils rejoignent les troupes d'aviation où ils serviront jusqu'à leur réforme en 1938.
Enfin, en 1928, les troupes d'aviation font l'achat de 10 moteurs Mercedes D-III dont huit équipent des Fokker D-VII construits sous licence par la firme Alfred Comte de Oberrieden. Les avions sont livrés en 1929 et sont utilisés jusqu'en 1938 ou ils sont réformés et remplacés par des avions plus modernes.